# Šim'on Kanovič
Šim'on Kanovič (hebrejsky: 'שמעון כנוביץ, žil 6. července 1900 – 27. července 1961) byl izraelský politik a poslanec Knesetu za strany Progresivní strana a Liberální strana.

## Biografie
Narodil se v tehdejším Německém císařství. Studoval lékařství na Albertus-Universität v Königsbergu (dnes Kaliningrad), na Univerzitě Johanna Wolfganga Goetheho ve Frankfurtu nad Mohanem a na Eberhard Karls Universität v Tübingenu. Získal osvědčení pro výkon profese dětského lékaře. V roce 1933 přesídlil do dnešního Izraele. Přednášel na lékařské škole v Jeruzalému a vzdělávací psychologii na kibucovém semináři.

## Politická dráha
V mládí se v Německu angažoval v sionistickém hnutí a studentských organizacích. Byl tajemníkem sionistické federace v Německu. Po přesídlení do dnešního Izraele patřil mezi zakladatele strany Nová alija a Progesivní strany.
V izraelském parlamentu zasedl po volbách v roce 1959, do nichž šel za Progresivní stranu. Ta se během následného funkčního období sloučila do nové formace - Liberální strana. Byl členem výboru pro veřejné služby a výboru pro záležitosti vnitra. Zemřel během funkčního období. Jeho poslanecké křeslo již vzhledem k blížícím se novým volbám nebylo obsazeno.